# Gypona spina
Gypona spina är en insektsart som beskrevs av Freytag 2005. Gypona spina ingår i släktet Gypona och familjen dvärgstritar. Inga underarter finns listade i Catalogue of Life.